# Tiul

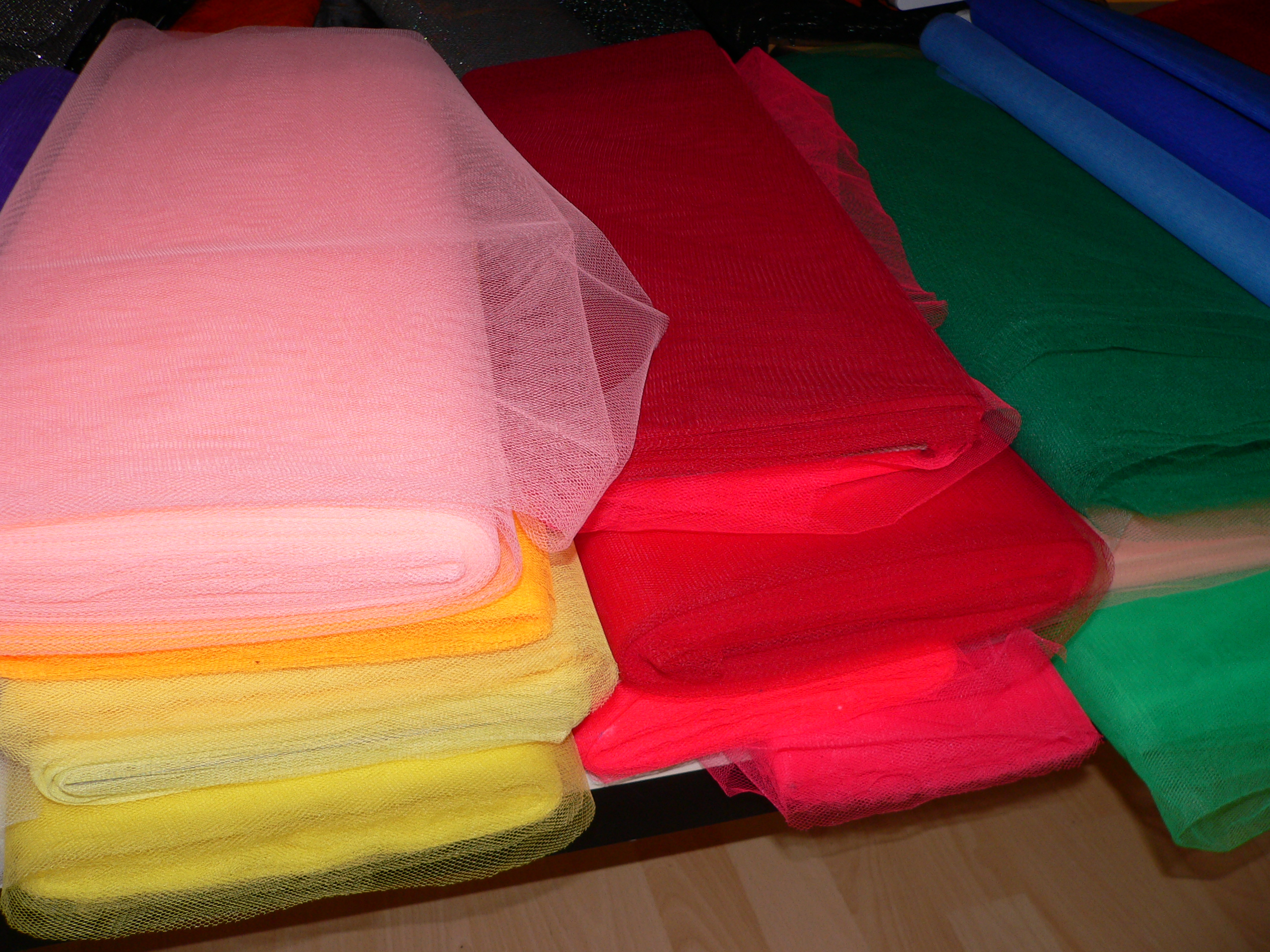
tiul

Tiul – lekka, ażurowa tkanina tkana splotem gazejskim z włókien bawełnianych, jedwabnych lub syntetycznych.
Jest tkaniną najczęściej jednobarwną, gładką rzadziej wzorzystą.
Strukturę tkaniny tworzą sześcioboczne, regularne oczka, które są utworzone przez trzy skrzyżowane i okręcane nitki wątku między nitkami osnowy (osnowa podstawowa i oplatająca oraz wątek utrwalający).

## Historia
Tiul był produkowany od XVII wieku (według innego źródła od 1808 roku) we Francji w mieście Tulle (stąd nazwa). Początkowo był stosowany jako tło do koronek i haftów. Od XIX wieku zaczął być wykorzystywany jako materiał na woalki, welony, firanki, rzadziej suknie.
W teatrze na tej tkaninie malowane są dekoracje, za pomocą odpowiedniego oświetlenia można ukazać co jest za tiulem, a co przed nim.